# Peter Jurasik
Peter Jurasik (/ˈdʒʊərəsɪk/ joor-Ə-sik; n. 25 aprilie 1950, New York City, New York, SUA) este un actor american cunoscut pentru rolurile sale de televiziune ca personajul Londo Mollari, interpretat în anii 1990 în serialul science fiction Babylon 5 și ca Sid Snitch în serialul din anii 1980 Hill Street Blues și în serialul spinoff de scurtă durată Beverly Hills Buntz. Peter Jurasik l-a portretizat și pe Oberon Geiger, șeful Dianei în serialul TV „Sliders”. 

## Viață personală
Jurasik s-a născut în Queens, New York. El este al treilea din cei patru copii ai părinților săi. A participat la Universitatea din New Hampshire, unde a apărut în mai multe piese de teatru. Locuiește împreună cu soția și fiul său în Wilmington, Carolina de Nord și învață actorie TV la Departamentul de Teatru și Departamentul de Studii de Film de la Universitatea din Carolina de Nord din Wilmington.

## Carieră

### Actor
Jurasik este cel mai cunoscut pentru că a jucat rolul lui Londo Mollari în Babylon 5. A jucat rolul unui ornitolog într-un episod din serialul din 1985 MacGyver, ca investigatorul CID Căpitanul Triplett în două episoade M * A * S * H și ca Dr. Oberon Geiger în trei episoade din Sliders - Călătorii în lumi paralele. 
Jurasik a jucat în rolul lui Mitch Kline în serialul Bayers Blues din seria CBS din 1983, și ca Dr. Simon Ward, într-un episod din Columbo : "Sex and the Married Detective", în 1989. El a avut un rol ocazional de lungă durată în Hill Street Blues ca „Sid the Snitch”, rol care a devenit semi-regulat în ultimele două sezoane. La terminarea acestei serii, personajele au continuat în serialul de scurtă durată Beverly Hills Buntz. În 1985, Jurasik a jucat împreună cu Michael Keaton și Clint Howard în scurtmetrajul "But I'm Happy" - „Dar sunt fericit” produs de Keaton, care a fost difuzat pe NBC, ca parte a Festivalului filmului de vacanță al lui David Letterman. 
Printre rolurile sale de film se numără Crom în filmul Tron (1982), cu viitorul co-star al Babylon 5 Bruce Boxleitner, și ca Roy, vecinul tată-perfect, în Problem Child (1990). 
În 2000, Jurasik a apărut în aventura audio Doctor Who Winter for the Adept. 

### Ca scriitor
În 1998, a scris Diplomatic Act - Act diplomatic (ISBN 0-671-87788-7) împreună cu William H. Keith, Jr., un roman de ficțiune în care personajul principal, un actor dintr-un spectacol science-fiction, este răpit de extratereștrii care cred că este personajul real din program. Cartea este similară ca ton și poveste cu Bătălia galactică - Galaxy Quest, film care a fost lansat un an mai târziu (în 1999). 

## Filmografie
| Film        | Film                                 | Film                          | Film                              |
| An          | Film                                 | Rol                           | Note                              |
| ----------- | ------------------------------------ | ----------------------------- | --------------------------------- |
| 1978        | Born Again                           | Henry Kissinger               |                                   |
| 1982        | Tron                                 | Crom                          |                                   |
| 1990        | Problem Child                        | Roy                           |                                   |
| 2015        | The Longest Ride                     | Howie Sanders                 |                                   |
| Televiziune |                                      |                               |                                   |
| An          | Titlu                                | Rol                           | Note                              |
| 1978-79     | Barney Miller                        | George Alsop / Philip Hamel   | Inquisition / The Bank            |
| 1981        | M*A*S*H                              | Captain Triplett              | Snap Judgement                    |
| 1982        | In the Custody of Strangers          | Andy Barnes                   | Film TV                           |
| 1982        | Taxi                                 | Tom Pelton                    | Zena's Honeymoon                  |
| 1982        | Family Ties                          | Max Brown                     | A Christmas Story                 |
| 1983        | Bay City Blues                       | Mitch Klein                   | 8 episoade                        |
| 1983        | Fame                                 | Brother Timothy               | Ending on a High Note             |
| 1984        | Night Court                          | Leonard Brandon               | Welcome Back, Momma (Night Court) |
| 1985        | Scandal Sheet                        | Simon McKey                   | Film TV                           |
| 1986        | Acceptable Risks                     | Jack Morris                   | Film TV                           |
| 1989        | Peter Gunn                           | Lt. Jacoby                    | Film TV                           |
| 1989        | Full Exposure: The Sex Tapes Scandal | Portis                        | Film TV                           |
| 1990        | Crash: The Mystery of Flight 1501    | Bob Stanton                   | Film TV                           |
| 1992        | A House of Secrets and Lies          | Steve                         | Film TV                           |
| 1982-87     | Hill Street Blues                    | Sid the Snitch (Sid Thurston) | 25 episoade                       |
| 1987-88     | Beverly Hills Buntz                  | Sid the Snitch (Sid Thurston) | Hill Street Blues Spinoff         |
| 1993-98     | Babylon 5                            | Ambasador Londo Mollari       | Rol principal, toate episoadele   |
| 1999-2000   | Sliders                              | Doctor Oberon Geiger          | 3 episoade                        |